# Kim cang hoa nâu
Kim cang hoa nâu hay Kim cang lá mối (danh pháp: Smilax menispermoidea) là một loài thực vật có hoa trong họ Smilacaceae. Loài này được A.DC. miêu tả khoa học đầu tiên năm 1878.